# Kirkegårdsvej
Kirkegårdsvej er gade i Sundbyøster i København, der går fra Øresundsvej til Højdevej. Gaden blev navngivet omkring 1889 efter sin funktion som adgangsvej til Sundby Kirkegård. Gaden kan dog genfindes på kort fra området fra før den tid.
Gadens bebyggelse er en blanding af ældre etageejendomme fra begyndelsen af 1900-tallet, lavere ejendomme fra samme tid og noget nyere byggeri. En af de nyere etageejendomme er nr. 2-4, der blev opført i 1974. I stueetagen har der været skiftende supermarkeder. Først Malta, så HH-Supermarked og en Føtex og fra 2016 en Netto. Hvor bygningen ligger nu lå i begyndelsen af 1940'erne en del af Haveforeningen Nordre Røse. Omkring 1950 havde Waldorff Papir-Industri en lang lagerbygning her. Firmaet havde fabrik lidt længere henne på den anden side af gaden. Fabriksbygningerne i nr. 25 eksisterer stadig men huser nu fysioterapi og daginstitutioner.
Nr. 21 med den savtakkede facade er opført i 1915 og er missionshus for Luthersk Missionsforening. Bygningen benyttes desuden af forskellige andre organisationer, blandt andet Chinese Church in Copenhagen og en færøsk menighed. I nr. 27 ligger butikken Amager Records, der har fået succes med salg af vinylplader. Den ligger lige før Sundby Kirkegård fra 1872, som gaden har navn efter. Kirkegården er på ca. 10 hektar fordelt på en afdeling mellem Kirkegårdsvej og Kastrupvej og en anden med kapel og krematorium mellem Kastrupvej og Backersvej. En 14 m bred stribe langs med Kirkegårdsvej blev udlagt til anlægget Sundby Have i 2011.